# Le Pré-Saint-Gervais
Le Pré-Saint-Gervais is een gemeente in het Franse departement Seine-Saint-Denis (regio Île-de-France) en telt 16.377 inwoners (1999). De plaats maakt deel uit van het arrondissement Bobigny.

## Geografie
De oppervlakte van Le Pré-Saint-Gervais bedraagt 0,7 km², de bevolkingsdichtheid is 23395,7 inwoners per km².
Volgens de statistieken van 1999 is Le Pré-Saint-Gervais de dichtstbevolkte gemeente van Frankrijk.
De onderstaande kaart toont de ligging van Le Pré-Saint-Gervais met de belangrijkste infrastructuur en aangrenzende gemeenten.

## Demografie
Onderstaande figuur toont het verloop van het inwonertal (bron: INSEE-tellingen).

## Stedenband
- Giengen an der Brenz (Duitsland), sinds 1970[2]